# 池田好運
池田 好運（いけだ こううん、生没年不詳）は、江戸時代前期の航海家。長崎の人。

## 経歴
出自は肥後の守護菊池氏を自称。元和2年（1616年）ポルトガル人マノエル・ゴンサロから航海術を学び、ルソンへの航海に従事したという。元和4年（1618年）日本最古の西洋式航海術書「元和航海書」を上梓した。同書には天文・気象・航路・観測具・心得などを記述し、科学的な誤解もあるが、当時の科学では未解明だった高度な天文学の疑問に対する思考などが行われている。寛永13年（1636年）長崎港沖に沈没していたポルトガル船からカラクリを用いて銀600貫ほどを引き揚げたという記録がある。